# Núi Kisokoma
Núi Kisokoma (木曽駒ヶ岳 (Mộc Tằng Câu nhạc) Kisokoma-ga-take) là một ngọn núi tọa lạc tại Miyada, Kamiina và Kiso và Agematsu, Kiso, tỉnh Nagano, tại vùng Chūbu ở Nhật Bản. Núi cao 2.956 m (9.698 ft) và là đỉnh cao nhất thuộc dãy núi Kiso. Núi này thuộc "100 núi nổi tiếng Nhật Bản." Thỉnh thoảng tên gọi được rút ngắn thành Kisokoma. kanji thay thế cho tên gọi 木曾駒ヶ岳 (Kisokoma-ga-take).